# 페이스풀 (영화)
《페이스풀》(Faithful)은 미국에서 제작된 폴 마줄스키 감독의 1996년 영화이다. 셰어 등이 주연으로 출연하였고 로버트 드 니로 등이 제작에 참여하였다. 이 영화는 제46회 베를린 국제영화제에 출품되었다.

## 출연

### 주연
- 셰어
- 채즈 팰민테리
- 라이언 오닐

### 조연
- 폴 마주르스키
- 암버 스미스
- 엘리사 레오네티
- 스티븐 스피넬라

## 기타
- 원작자: 채즈 팰민테리
- 미술: 제프리 타운센드
- 의상: 홉 하나핀
- Ass-PD: 헨리 브론크테인